# Kurobe no taiyo
Kurobe no taiyo (bra Batalha no Abismo) é um filme de drama japonês de 1968, dirigido por Kei Kumai. 
Rebatizado em inglês como The Sands of Kurobe, foi selecionado como representante do Japão à edição do Oscar 1969, organizada pela Academia de Artes e Ciências Cinematográficas.[carece de fontes?]

## Elenco
- Toshiro Mifune - Kitagawa
- Yujiro Ishihara - Iwaoka
- Osamu Takizawa - Otagaki
- Takashi Shimura - Ashimura
- Shūji Sano - Hirata
- Jūkichi Uno - Mori
- Ryūtarō Tatsumi - Genzō
- Isao Tamagawa - Sayama
- Takeshi Katō - Kunikida
- Sumio Takatsu - Ōno
- Eijirō Yanagi - Fujimura
- Akira Yamauchi - Tsukamoto